# Hellula occidentalis
Hellula occidentalis là một loài bướm đêm trong họ Crambidae.